# Mladen Iveković
Mladen Iveković (* 1. März 1903; † 18. Dezember 1970) war ein jugoslawischer Diplomat.
Er studierte Rechtswissenschaften in Zagreb und Paris und promovierte 1928 in Zagreb. Nach dem Zweiten Weltkrieg war er jugoslawischer Botschafter in der Bundesrepublik Deutschland und in Italien.

## Werke
- Nepokorena zemlja: zapisi iz IV. i V. neprijateljske ofenzive protiv narodno-oslobodilačke vojske i partizanskih odreda Jugoslavije, Nakladni zavod Hrvatske, Zagreb, 1945.
- Hrvatska lijeva inteligencija: 1918–1945, Naprijed, Zagreb, 1970.

| Personendaten    | Personendaten           |
| ---------------- | ----------------------- |
| NAME             | Iveković, Mladen        |
| KURZBESCHREIBUNG | jugoslawischer Diplomat |
| GEBURTSDATUM     | 1. März 1903            |
| STERBEDATUM      | 18. Dezember 1970       |